# Download to Donate
Download to Donate es un programa de Music for Relief, una organización sin fines de lucro establecida por Linkin Park en 2005 para ayudar a las víctimas de los desastres naturales para ayudar a recuperarse de estos desastres. Hasta ahora, el programa ha publicado tres recopilaciones: dos para apoyar el Terremoto de Haití de 2010 y otro para el Terremoto y tsunami de Japón de 2011. Varios artistas contribuyen las canciones a las compilaciones, y la gente se anima a descargar las canciones, en la que los ingresos irán a los esfuerzos de ayuda para los desastres, o simplemente donar cualquier cantidad de dinero para la causa.

## Download to Donate for Haiti
Download to Donate for Haiti es un álbum recopilatorio de Music For Relief, que está trabajando junto a United Nations Foundation, Habitat for Humanity y la Dave Matthews Band's BAMA que trabaja para proveer alimentos, agua, suministros médicos y viviendas sostenibles para los afectados por el terremoto de Haití en 2010. Mike Shinoda y Enrique Iglesias promovieron la compilación en Larry King Live. La recopilación ha recaudado alrededor de 270.000 dólares con 115.000 descargas.

### Lista de canciones
| #  | Título                                       | Artista(s)                                         | Duración |
| -- | -------------------------------------------- | -------------------------------------------------- | -------- |
| 1  | "Not Alone"                                  | Linkin Park                                        | 4:12     |
| 2  | "Mother Maria"                               | Slash con Beth Hart                                | 5:35     |
| 3  | "Never Let Me Down"                          | Kenna (Producido por Mike Shinoda)                 | 3:13     |
| 4  | "Heroes"                                     | Peter Gabriel                                      | 4:02     |
| 5  | "Still (Acústico, Vancouver Sessions)"       | Alanis Morissette                                  | 5:33     |
| 6  | "Resurrection"                               | Lupe Fiasco con Kenna (Producido por Mike Shinoda) | 4:07     |
| 7  | "We Are One"                                 | Hoobastank                                         | 4:47     |
| 8  | "The Wind Blows (Skrillex Remix)"            | The All-American Rejects                           | 4:57     |
| 9  | "It Must Be Love"                            | Enrique Iglesias                                   | 3:45     |
| 10 | "Typical Situation (En vivo)"                | Dave Matthews Band                                 | 12:58    |
| 11 | "Make Tomorrow Today"                        | Peter Gabriel                                      | 4:02     |
| 12 | "Slipstream (Slimmed Down Mix)"              | The Crystal Method con Jason Lytle                 | 5:30     |
| 13 | "Gold Guns Girls (Mike Shinoda Remix)"       | Metric                                             | 5:12     |
| 14 | "Times Like These (En vivo desde Red Rocks)" | Jack Johnson                                       | 2:37     |
| 15 | "Butterfly"                                  | Weezer con Allison Allport                         | 2:52     |
| 16 | "Gargoyle (En vivo)"                         | Dinosaur Jr.                                       | 6:11     |
| 17 | "Look Away"                                  | Mickey Hart                                        | 5:58     |
| 18 | "Jonah"                                      | Guster                                             | 3:23     |